# پوط

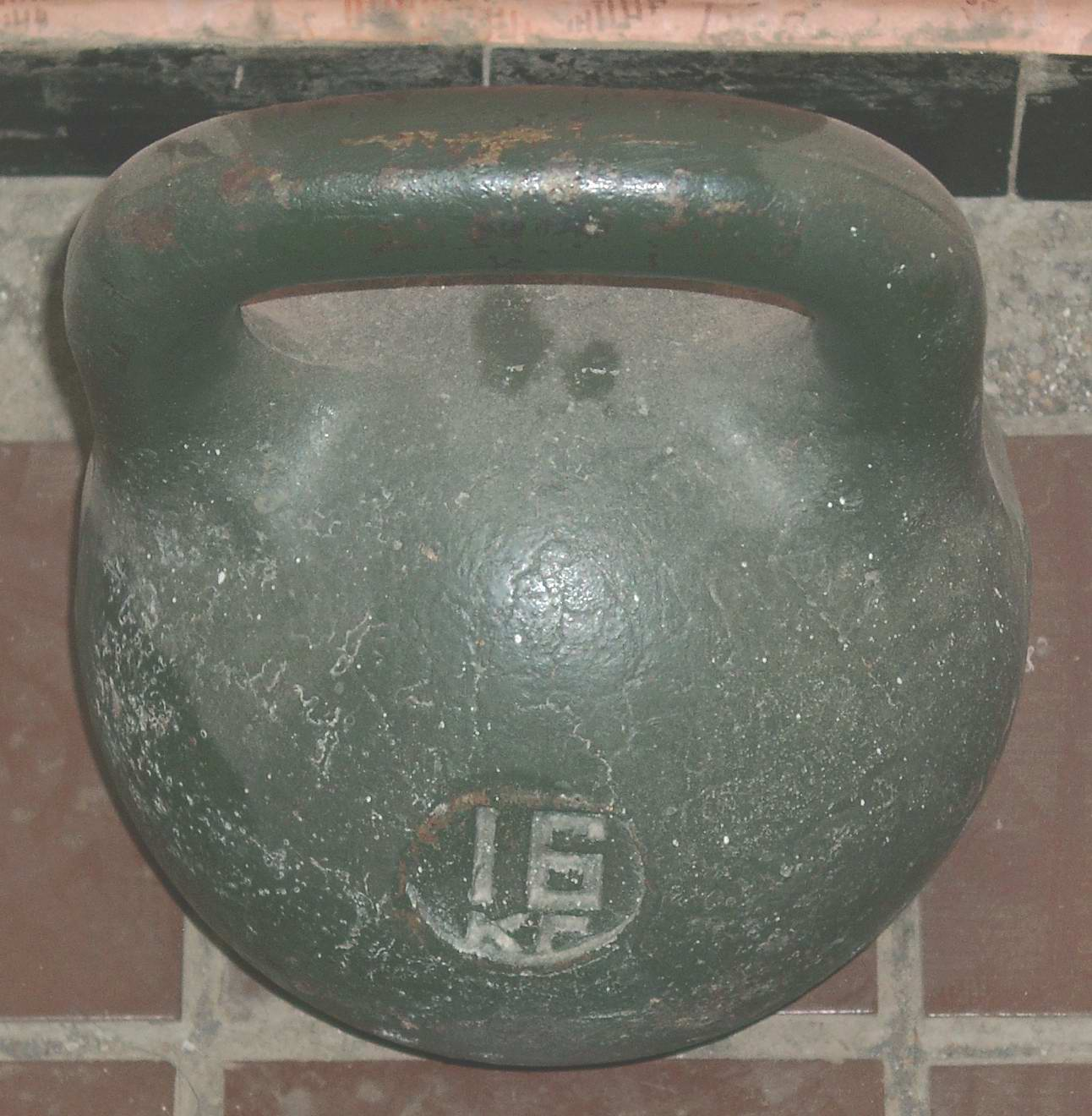
یک کتل بل یک پود

پوط (روسی: пуд، جمع: pudi یا pudy) واحد جرمی است برابر با ۴۰ فوت (фунт، پوند روسیه). از سال ۱۸۹۹م. تقریباً معادل ۱۶٫۳۸ کیلوگرم (۳۶٫۱۱ پوند) تعیین شده‌است. در روسیه، بلاروس و اوکراین استفاده می‌شد. واحد پود اولین بار در تعدادی از اسناد قرن دوازدهم ذکر شد.

در ایران این واحد به نام پوط متداول شده‌است و برابر با یک حلب ۱۶ یا ۱۷ کیلویی است. در ولایات آذربایجان به حلب 17 کیلویی "پوتتوخ" گفته می شود. 

## استفاده در گذشته و حال

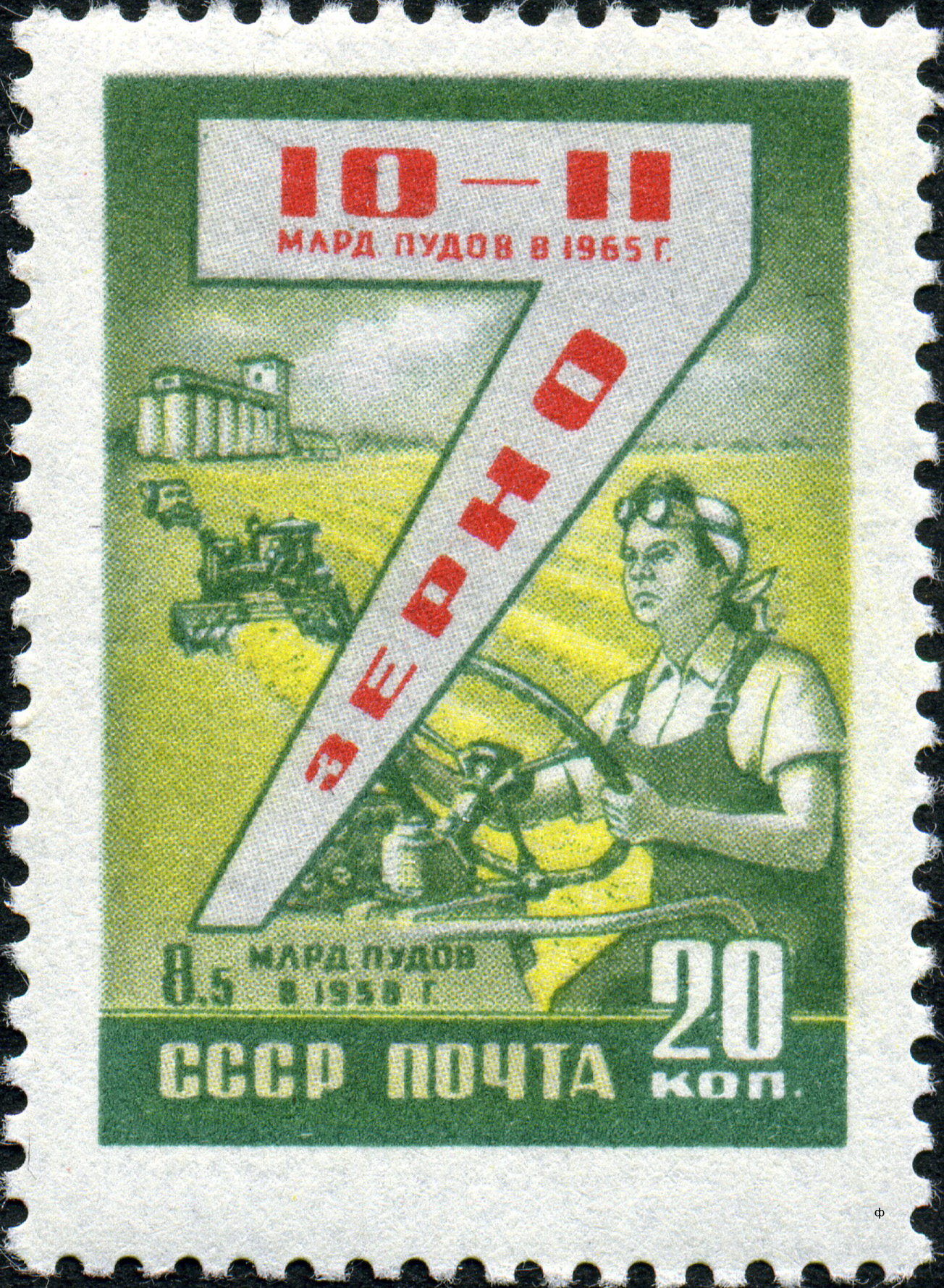
تمبر پستی ۱۹۵۹م. که وزن غلات را به جای تن در پود نشان می‌دهد

حکومت کمونیستی اتحاد جماهیر شوروی در سال ۱۹۲۴م. به همراه سایر واحدهای سیستم اندازه‌گیری وزن امپراتوری روسیه، واحد پود را به‌طور رسمی لغو کرد. اما این اصطلاح حداقل تا دهه ۱۹۴۰م. به صورت گسترده مورد استفاده بوده. الکساندر سولژنیتسین، در سال ۱۹۵۳م. در داستان کوتاه خود به نام «مکان ماتریونا» واحد پود را همچنان در میان دهقانان شوروی در دوران خروشچف معرفی می‌کند.
استفاده از آن در روسی مدرن در برخی موارد خاص حفظ شده‌است، به عنوان مثال، در رابطه با وزنه‌های ورزشی، مانند کتل بل‌های سنتی روسیِ ریخته‌گری شده که ضریبی یا کسری از ۱۶ کیلوگرم بود (در این وزنه‌ها واحد پود به واحدهای متریک گرد شده‌است). به عنوان مثال، یک کتل بل ۲۴ کیلوگرمی معمولاً به عنوان "کتل بل یک و نیم پود" (polutorapudovaya girya) شناخته می‌شود. همچنین گاهی هنگام گزارش مقادیر تولیدات کشاورزی فله مانند غلات یا سیب‌زمینی استفاده می‌شود.
یک ضرب‌المثل قدیمی روسی می‌گوید: «وقتی می‌توانی کسی را بشناسی که با او یک پوط نمک خورده باشی». (روسی: Человека узнаешь, когда с ним пуд соли съешь.)